# محمود عابدين
محمود نزار عابدين (23 ديسمبر 1987- )، لاعب كرة سلة أردني يلعب بموقع صانع العاب في المنتخب الوطني الأردني لكرة السلة.

## نشأته
ولد عابدين في عمان العاصمة الأردنية، وهو الابن الأصغر في عائلة السيد نزار جمال عابدين من عائلة أردنية من أصول فلسطينية من مدينة الخليل و والدته من عائلة الصاحب. لديه ثلاثة اخوة شباب وأخت وحيدة. تلقى تعليمه في عدة مدارس خاصة كان آخرها مدرسة النمو التربوي حيث تخرج من الثانوية العامة من تخصص الإدارة المعلوماتية، ثم تخرج من جامعة العلوم التطبيقية سنة 2010 بتخصص تسويق. 

## بداية لعبه
بدأ حياته الرياضية في كرة السلة على عمر 13 سنة حيث لعب في النادي الأرثوذكسي و تم اختياره للعب في المنتخب الوطني للرجال عام 2007 وهو بعمر 19 سنة تحت قيادة المدرب ماريو بالما (بالإنجليزية: Mario Palma)‏

## مواقعه وإنجازاته
احترف عدة مرات في فرق خارجية منها الفلبين والعراق، وحقق عدة إنجازات منها:
المركز الأول لبطولة الملك عبد الله الثاني عام 2007، وبعدها وفي عام 2008 حقق المركز الأول في كل من بطولة وليام جونز في تايوان وبطولة ستانكوفيتش ضمن كأس آسيا. وفي نفس العام حصل على المركز الثاني في بطولة العرب.
إلا أنه في عام 2009 تعرض لإصابة في الرباط الصليبي و توقف على إثرها عن اللعب لمدة 9 شهور. عاد للعب بعدها ليحق المركز أول ثانية في بطولة الملك عبد الله الثاني، والمركز الثاني في كل من بطولة آسيا في الصين وبطولة غرب آسيا.
عام 2012 شارك عابدين في الملحق الاولمبي في فنزويلا وفي عام 2014 حصل على المركز الأول في بطولة غرب آسيا
و يمكن تقسيم أداءه إلى محلي وخارجي، إذ على الصعيد المحلي 
- 2007-2010 اللعب مع النادي الأرثوذكسي

الفوز بكأس الأردن
الفوز بالدوري الأردني
المركز الرابع في بطولة العرب للاندية
- 2011-2015 نادي العلوم التطبيقية

2011 الفوز بكأس الأردن
2012 الفوز بكأس الأردن والدوري الأردني
2013 الفوز بكأس الأردن والدوري الأردني
2014 الفوز بكأس الأردن والدوري الأردني
2015 الفوز بكأس الأردن
2016 الفوز بكأس الأردن مع النادي الأرثوذكسي
2020 الفوز بدوري بنك الإسكان الممتاز مع نادي الوحدات
أما الأنجازات الخارجية، فهي كالتالي:
- 2013-2018

2013 المركز الثالث في بطولة آسيا للاندية
2014 المركز الأول في بطولة غرب آسيا للمنتخبات
2015 المركز الثاني لبطولة غرب آسيا للمنتخبات
2016 المركز الثاني لبطولة غرب آسيا للمنتخبات
2016 الاحتراف في الدوري الفلبيني
2017 أفضل مسجل ثلاثيات في غرب آسيا
2017 ثاني أفضل هداف في بطولة غرب اسيا
2018 الاحتراف في الدوري العراقي
2018 ثاني أفضل نسبة ثلاثيات في اسيا و الخامس على العالم

## التواصل الاجتماعي
- فيسبوك https://m.facebook.com/mahmoudabdeenofficial/

https://www.facebook.com/508880822
- انستغرام https://www.instagram.com/mahmoudabdeen0